# Circles (Just My Good Time)
«Circles (Just My Good Time)» (en español: «Círculos») es un sencillo publicado por el dúo Busface, con participación de Sophie Ellis-Bextor (con el seudónmimo de Madmoiselle E.B.) como vocalista. Fue publicado a comienzos de 2005. Alcanzó el n.º 1 en el Music Week Commercial Club Chart y el n.º 10 en el ARIA Top 20 Dance Chart de Australia.
Sin embargo, el sencillo no tuvo demasiada repercusión en las principales listas, llegando al n.º 96 del Top 75 británico y al n.º 63 en Australia, siendo un fracaso comercial para Busface.

## Sencillo
El sencillo no fue publicado ni en Estados Unidos ni en Canadá. En cambio, en España fue un gran éxito en las pistas de baile de Ibiza, donde llegó al Número 1 en la lista de la isla. Durante todo el mes de marzo hasta finales de julio el sencillo fue muy oído en la isla de la música dance.

## Lista de temas
CD 1
1. «Circles (Just My Good Time)» [Radio Edit]
2. «Circles (Just My Good Time)» [EMP Mix]
3. «Circles (Just My Good Time)» Busface 12"]
4. «Circles (Just My Good Time)» [Spandex Mix]
5. «Circles (Just My Good Time)» [Spandex Dub]

CD 2
1. «Circles (Just My Good Time)» [Radio Edit]
2. «Circles (Just My Good Time)» Busface 12"]
3. «I Won't Dance With You»

DVD-Single
1. «Circles (Just My Good Time)» [VideoClip]
2. «Circles (Just My Good Time)» [Alternate Version]
3. «Circles (Just My Good Time)» Busface 12"]

## Tablas
| Tabla (2004)                  | Posición máxima |
| ----------------------------- | --------------- |
| Listas musicales de Australia | 63              |
| CEI (Tophit)                  | 62              |
| UK Singles Chart (OCC)        | 96              |